# Salix bonplandiana
Salix bonplandiana är en videväxtart som beskrevs av Carl Sigismund Kunth. Salix bonplandiana ingår i släktet viden, och familjen videväxter. Inga underarter finns listade i Catalogue of Life.